# Die Freischwimmerin
Die Freischwimmerin ist ein Fernsehfilm aus dem Jahr 2014. Die unter der Regie von Holger Barthel entstandene österreichisch-deutsche Koproduktion wurde am 4. Juni 2014 im ORF und im Ersten erstmals ausgestrahlt.

## Handlung
Die engagierte und idealistische Sport- und Deutschlehrerin Martha Müller wechselt aus Linz an das Wiener Bundesgymnasium Viktor Frankl. Direktor Eduard Feininger bietet ihr an den freiwilligen Schwimmclub zu übernehmen, Müller lehnt jedoch zunächst dankend ab – nachdem es an ihrer früheren Schule in Linz aufgrund ihres Überengagements zu einem Zwischenfall gekommen war, möchte sie jetzt nur mehr Dienst nach Vorschrift machen. Außerdem sollen die Schulschwimmmeisterschaften im Herbst an der Schule stattfinden und Feininger möchte von Müller und ihrem Kollegen Czerny, dass die eigene Schule dabei nicht allzu schlecht abschneidet.
In die von Müller unterrichtete Klasse geht – neben Philip, Punky, Julian und Kim – auch die 17-jährige türkischstämmige Schülerin İlayda. Sie ist eine leidenschaftliche Schwimmerin und geht ihrer Passion heimlich nachts im Schulschwimmbad nach. In der Klasse ist sie eine Außenseiterin, trägt seit dem Tod ihres Vaters vor drei Jahren Kopftuch und nimmt nicht am Schwimmunterricht teil. Gegenüber Müller gibt sie zunächst an, nicht schwimmen zu können, obwohl sie von Müller abends in der Schwimmhalle beim Training gesehen wurde. Ohne die Teilnahme am Schwimmunterricht droht ihr ein Nicht genügend in Sport und sie könnte sitzenbleiben. 
Martha versucht, Ilayda über die Schulschwimm-Mannschaft wieder in die Klassengemeinschaft zurückzuholen und kommt dabei von ihrem ursprünglichen Vorsatz, sich nur noch im Unterricht für ihre Schüler einzusetzen, ab. An ihrer früheren Schule war Martha von einer Schülerin, für die sich sehr engagiert hatte, mit einem Messer bedroht worden. 
Nun erreicht Martha, dass das Mädchen im Burkini am Schwimmunterricht teilnimmt. Durch ihre sportlichen Leistungen wird İlayda zunehmend von der Klassengemeinschaft akzeptiert, zwischen Philip und İlayda entwickelt sich eine Freundschaft. Allerdings stellt sich heraus, dass sie beim Wettbewerb nur im Badeanzug antreten darf. Martha schafft es schließlich, İlayda zur Teilnahme im Badeanzug zu überreden. Die Mannschaft des Viktor-Frankl-Gymnasiums gewinnt die Silbermedaille.

## Produktion

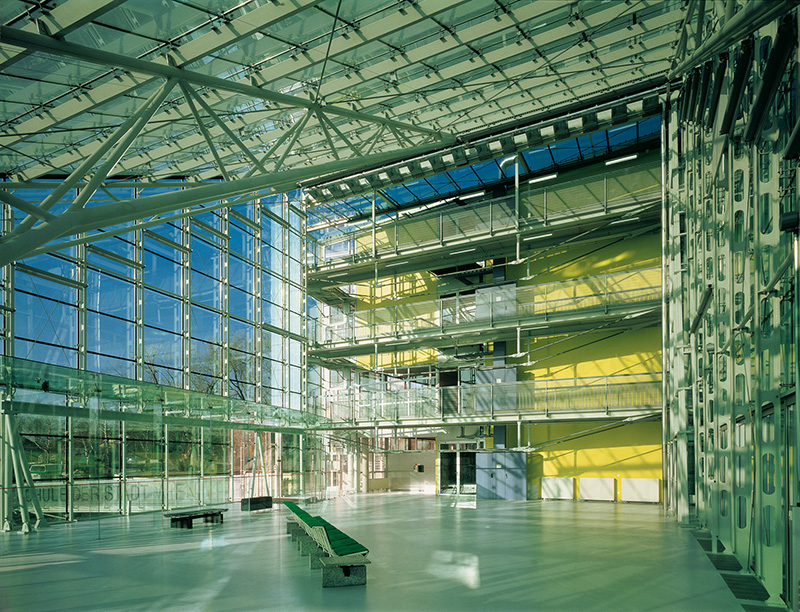
Einer der Drehorte: die Mittelschule Kinkplatz

Die Dreharbeiten fanden vom 13. Oktober bis zum 12. November 2012 statt, gedreht wurde hauptsächlich in Wien, Drehort war unter anderem das Yppenviertel, die Schulszenen wurden in der Informatikmittelschule Kinkplatz gedreht. Produziert wurde der Film von der Epo-Film, beteiligt waren der Österreichische und der Mitteldeutsche Rundfunk. Für das Szenenbild zeichnete Christine Egger verantwortlich, für das Kostümbild Martina List, für den Ton Walter Fiklocki und für die Maske Monika Fischer-Vorauer und Karoline Strobl.

## Rezeption
Den Film verfolgten bei Erstausstrahlung im Ersten 3,14 Millionen Zuseher, dies entsprach einem Marktanteil von 14,4 Prozent.
Tilmann P. Gangloff von tittelbach.tv befand, dass der Film „kein Betroffenheits-TV sei und bei seiner Inszenierung inhaltlich und optisch auf Spektakel aller Art verzichten würde“. Das Buch greife zwar ein aktuelles und brisantes Thema auf, vermeide es jedoch geschickt, aus der Geschichte ein Integrationsdrama zu machen. Die stimmige Musik habe erheblichen Anteil daran, dass der Film kein Betroffenheitsstück, sondern modernes Fernsehen sei, das auch ein jüngeres Publikum ansprechen dürfte.
Die Frankfurter Allgemeine Zeitung bezeichnete das entworfene Schuluniversum als an „hübsch ondulierten Locken herbeigezogen“, trotzdem könne man sich das „Märchen vom Verlieren und Finden des Vertrauens zwischen Schülerin und Lehrerin“ anschauen. Mit Absicht völlig ausgeklammert werde der religiöse und ideologische Sprengstoff zum Thema Kopftuch. Der Film werde damit zum echten Wohlfühlfilm mit gewissem Potential.
Spiegel Online meinte, dass die tolle Darstellerin im Burkini gegen Klischees leider vergeblich anstrample und urteilte mit „Abgesoffen im Klischee“. Der Film bediene Vorurteile, die Deutsche oder Österreicher gegenüber Muslimen haben könnten. Der Regisseur mache mit dem Holzhammer die Unterschiede zwischen türkischen und österreichischen Schülern klar, etwa wenn türkische Volksmusik eingespielt wird, wenn die Handlung bei Ilaydas Familie spielt.
Für den Fernsehpreis der Österreichischen Erwachsenenbildung 2014 war der Film einer der drei nominierten Beiträge in der Kategorie Fernsehfilm.